# Війни герцогства Курляндії і Семигалії

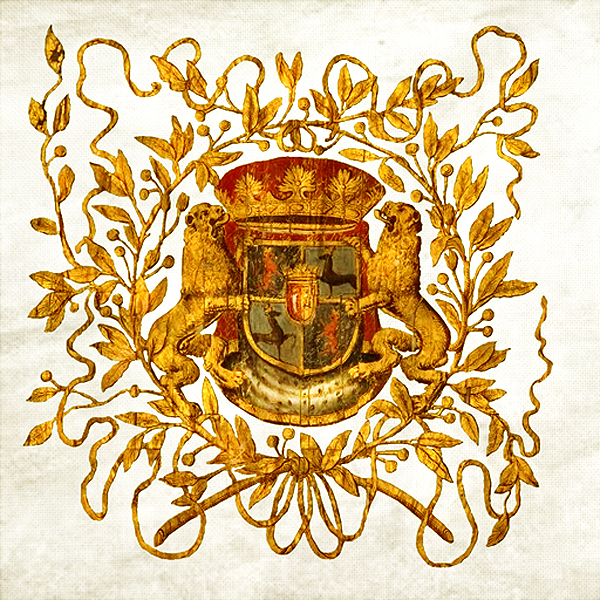
Прапор роти гренадерського полку Курляндії (1673)

Війни герцогства Курляндії і Семигалії

## Список
- 1561—1583: польсько-московська війна (на боці Польщі)
- 1600—1611: польсько-шведська війна (на боці Польщі)
  - Битва під Кірхгольмом
- 1626—1629: польсько-шведська війна (на боці Польщі)
  - Битва під Оливою
- 1632—1634: польсько-московська війна (на боці Польщі)
- 1648—1657: українсько-польська війна (на боці Польщі)
- 1658—1660: польсько-шведська війна (на боці Польщі)
  - 1658, вересень втрата Мітави на користь шведів.
- 1672—1678: франко-голландська війна (на боці Голландії)
- 1683—1699: Велика турецька війна (на боці Священної ліги, Польщі)
  - польсько-турецька війна
  - 1686: облога Буди
- 1700—1721: польсько-шведська війна (на боці Польщі)
- 1733–1735: війна за польську спадщину (на боці Августа ІІІ й Росії)
- 1794: польсько-російська війна (проти Росії)
  - Курляндське повстання